# سعید فاطمی
سعید فاطمی (۱۳۰۳–۱۳۹۵) خواهر زاده حسین فاطمی وزیر امور خارجه دولت ملی مصدق و منشی مخصوص دکتر محمد مصدق بود.

## تحصیلات
او تحصیلات ابتدایی و متوسطه را در اصفهان به گذراند و توانست دو لیسانس در رشته‌های حقوق و ادبیات فارسی از دانشگاه تهران دریافت کند سپس دوره دکترا را در دانشگاه تهران در رشته زبان و ادبیات فارسی پایان رساند و همزمان دکترای ادبیات تطبیقی را از دانشگاه سوربن پاریس دریافت کرد.

## فعالیت‌ها
سعید فاطمی در زمینه‌های گوناگونی فعالیت کرد از عضویت در جبهه ملی، تدریس در دانشگاه تا روزنامه‌نگاری.

### دانشگاهی
سعید فاطمی با توجه به مدارک دانشگاهی در دانشکده ادبیات دانشگاه تهران در گروه ادبیات تطبیقی مشغول به کار شد. او بعد از آزادی برای تدریس به دانشکده ادبیات برگشت اما مأمور به خدمت دانشکده پزشکی دانشگاه تهران شد. چند سال بعد با کوشش دکتر علی اکبر سیاسی، به دانشکده ادبیات بازگشت و به تدریس درس «میتولوژی یونان و رم» پرداخت و تنها متخصّص این درس در آن سالها شد. امّا پس از چند سال تدریس به جرم فعالیت‌های سیاسی برای همیشه از دانشگاه تهران اخراج شد تا اینکه بعد از انقلاب امکان بازگشت او به دانشگاه میسر گردید اما با توجه به تفاوت نگاه او با جو حاکم درخواست بازنشستگی کرده و دیگر در دانشگاه تهران فعالیتی نکرد.

### سیاسی
فعالیت‌های سیاسی سعید فاطمی با همکاری و همراهی او با دایی اش حسین فاطمی و نگارش مقالات در روزنه باختر امروز شروع شد و سپس با انتخاب او به سمت منشی مخصوص دکتر مصدق برای دادگاه لاهه و شورای امنیت ادامه یافت. او از جمله افرادی بود که در روز کودتای ۲۸ مرداد به همراه دکتر فاطمی در منزل مصدق حضور داشت.
یکی از کارهای او که باعث خشم محمدرضا شاه و هواداران او شد این بود که پس از کودتای ۲۵ مرداد و فرار شاه در روزهای ۲۶ و ۲۷ مرداد به اتفاق دکتر فاطمی به کاخ سلطنتی رفت و به دستور وی یکایک اتاقها را مهر و موم نمود.
سعید فاطمی به همراه ناصرخان قشقایی و کاظم قطب ازجمله افرادی بود که در مخفی شدن دکتر حسین فاطمی نقش عمده داشت و در ایامی که او مخفی بود نقش رابط فاطمی را ایفا می‌کرد.
سعید فاطمی پس از کودتای ۲۸ مرداد ۱۳۳۲ ابتدا به اعدام و سپس به ده سال زندان محکوم شد. پس از آزادی از زندان در دانشگاه ادبیات دانشگاه تهران به تدریس پرداخت. سپس به دلیل عضویت و فعالیت در جبهه ملی در سال‌های ۱۳۴۲ دوباره دستگیر شد. او عضو هیئت مؤسس جبهه ملی ایران و شورای مرکزی در اوایل دهه چهل بود.

## تالیفات
- مبانی فلسفی اساطیر یونان و روم (افسانه‌های یونانی) جلد اول[۱۵]
- دنیا جای ما نیست -راز توکل (۲۳ اردیبهشت، ۱۳۸۵) - شابک: ۹۶۴-۵۹۲۳-۸۳-۲[۱۶]